# Patrouille de France

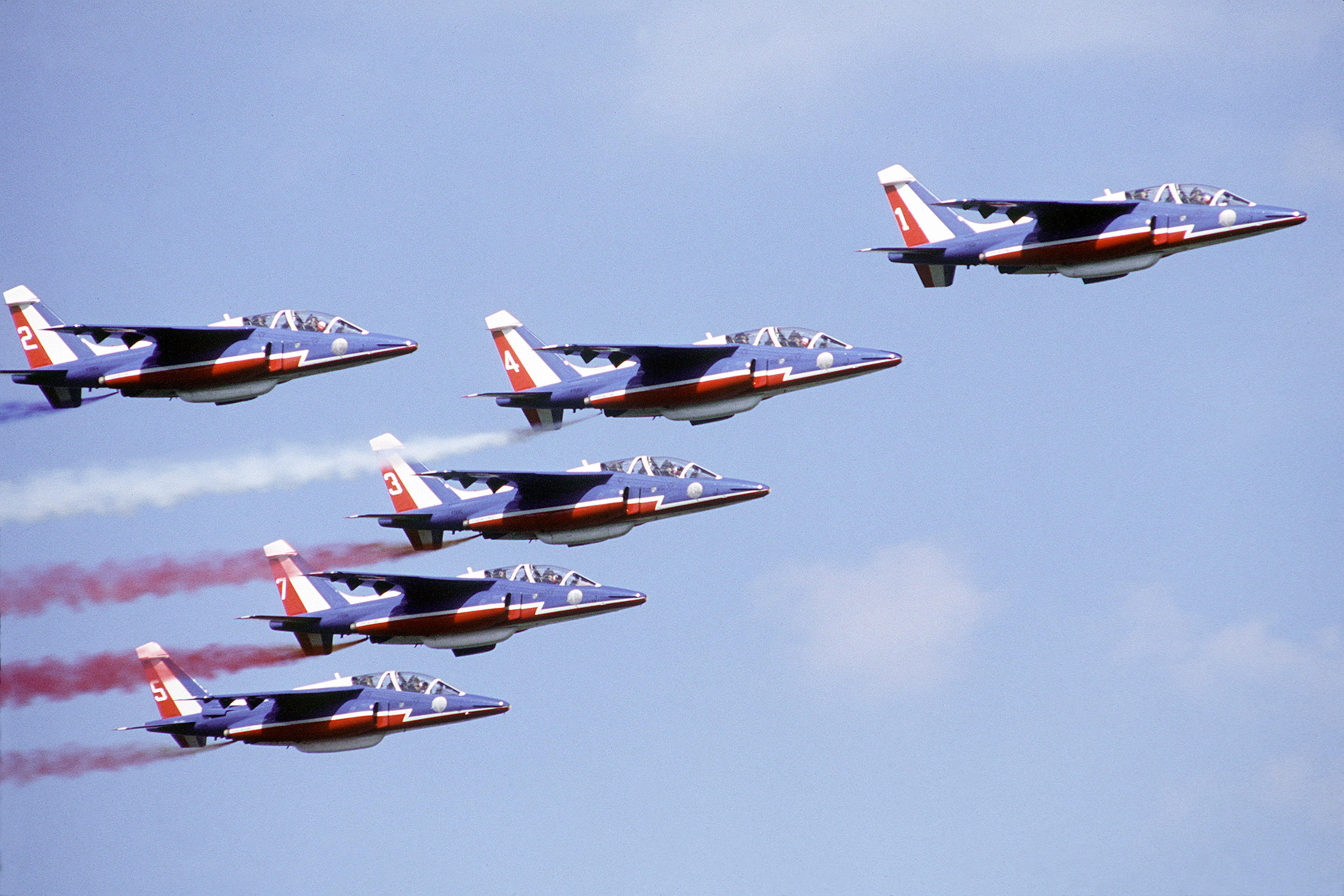
Die Patrouille de France mit Alpha Jets 1988

Die Patrouille de France ist die offizielle Kunstflugstaffel der französischen Luftwaffe, stationiert  auf dem Militärflugplatz Salon-de-Provence.

## Geschichte
Die erste französische Kunstflugstaffel wurde erst 1931 in Étampes als Patrouille d’Étampes ins Leben gerufen. Für die Realisierung des Projekts wurde Capitaine Amouroux verantwortlich gemacht. Mit einer Dreierformation von Schulmaschinen des Flugzeugtyps Morane 230 begann das Training unter dem Teamnamen Patrouille d’Etampe. 1934 wurden die Maschinen gegen neun stärkere Morane 225 ausgetauscht. 1937 zog die Staffel nach Salon-de-Provence um, wo sie in Patrouille de l’École de l’air umbenannt wurde.
Nach dem Zweiten Weltkrieg wurde die Formation im Jahr 1947 Escadrille de présentation de l’Armée de l’air vom Luftfahrtminister wiederaufgestellt. Als Flugzeuge erhielt sie zwölf Stampe S4. Mit dem wachsenden Erfolg von fliegenden Demonstrationsveranstaltungen kamen innerhalb der französischen Luftwaffe mehrere Kunstflugformationen auf, etwa die Formation von Commandant Pierre Delachenal, die aus vier Republic F-84G bestand.
In der darauffolgenden Zeit traten französische Luftwaffenformationen auf Flugschauen im In- und Ausland unter dem Namen Patrouille de France auf. Im Jahre 1964 sollte diese Tradition beinahe ein Ende haben, da der Betrieb der Dassault Mystère IV für den Kunstflug zu teuer wurde, so dass die Patrouille de France auf das Schulungsflugzeug Fouga Magister ausweichen musste.
Am 16. September 1980 wurde eine neue Ära eingeläutet, als der modernere und leistungsfähigere Alpha Jet zum Einsatz kam, mit dem die Patrouille de France auch heute noch fliegt.

## Piloten
Die meisten Piloten sind zwischen 30 und 33 Jahren alt, ihre Dienstdauer beträgt im Durchschnitt drei Jahre. 2009 wurde zum weltweit ersten Mal Virginie Guyot als Frau Kommandantin einer Kunstflugstaffel.

## Sonstiges

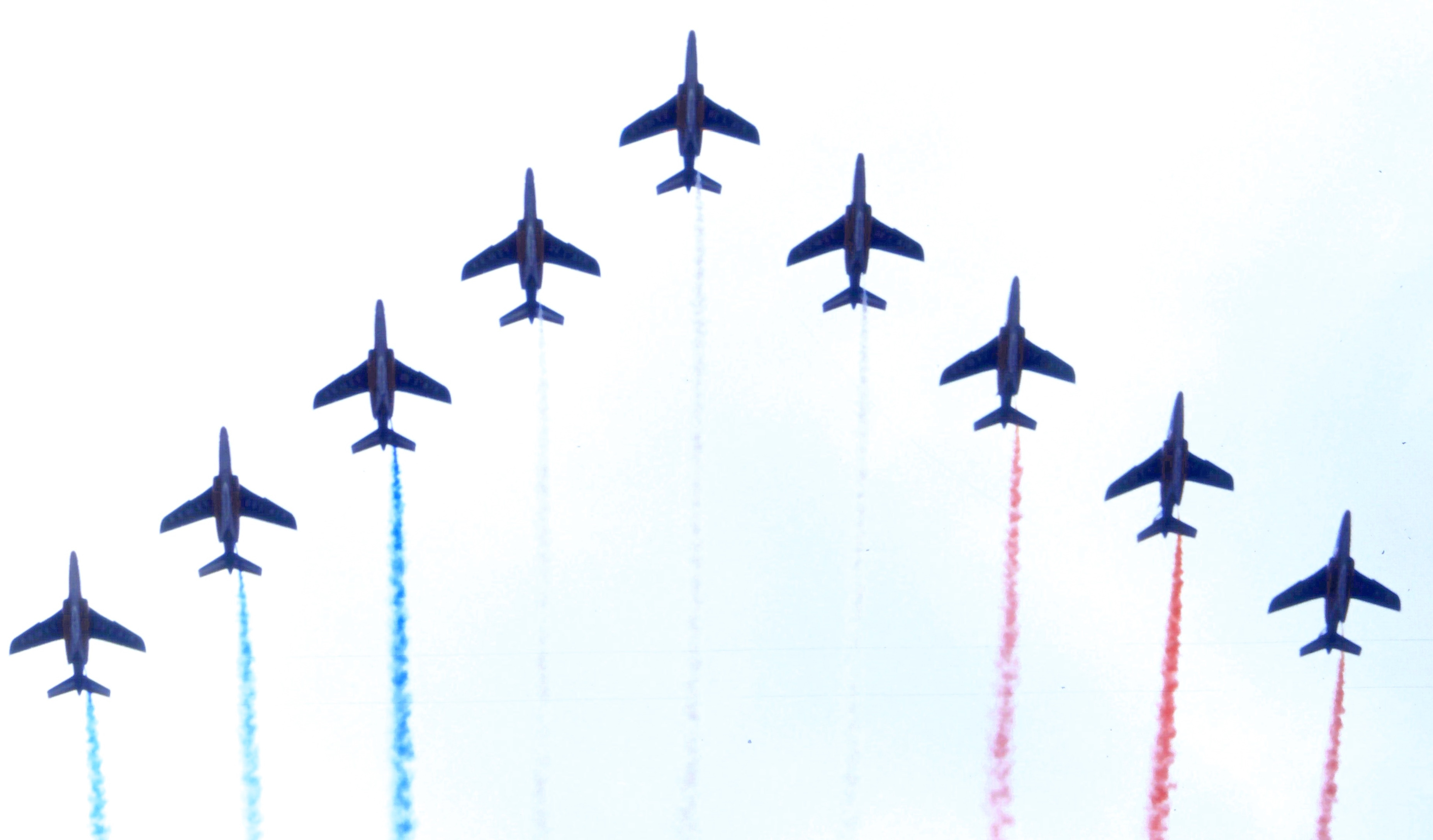
Klassische Überflugformation der Patrouille de France über den Champs-Élysées am französischen Nationalfeiertag (14. Juli 1992)

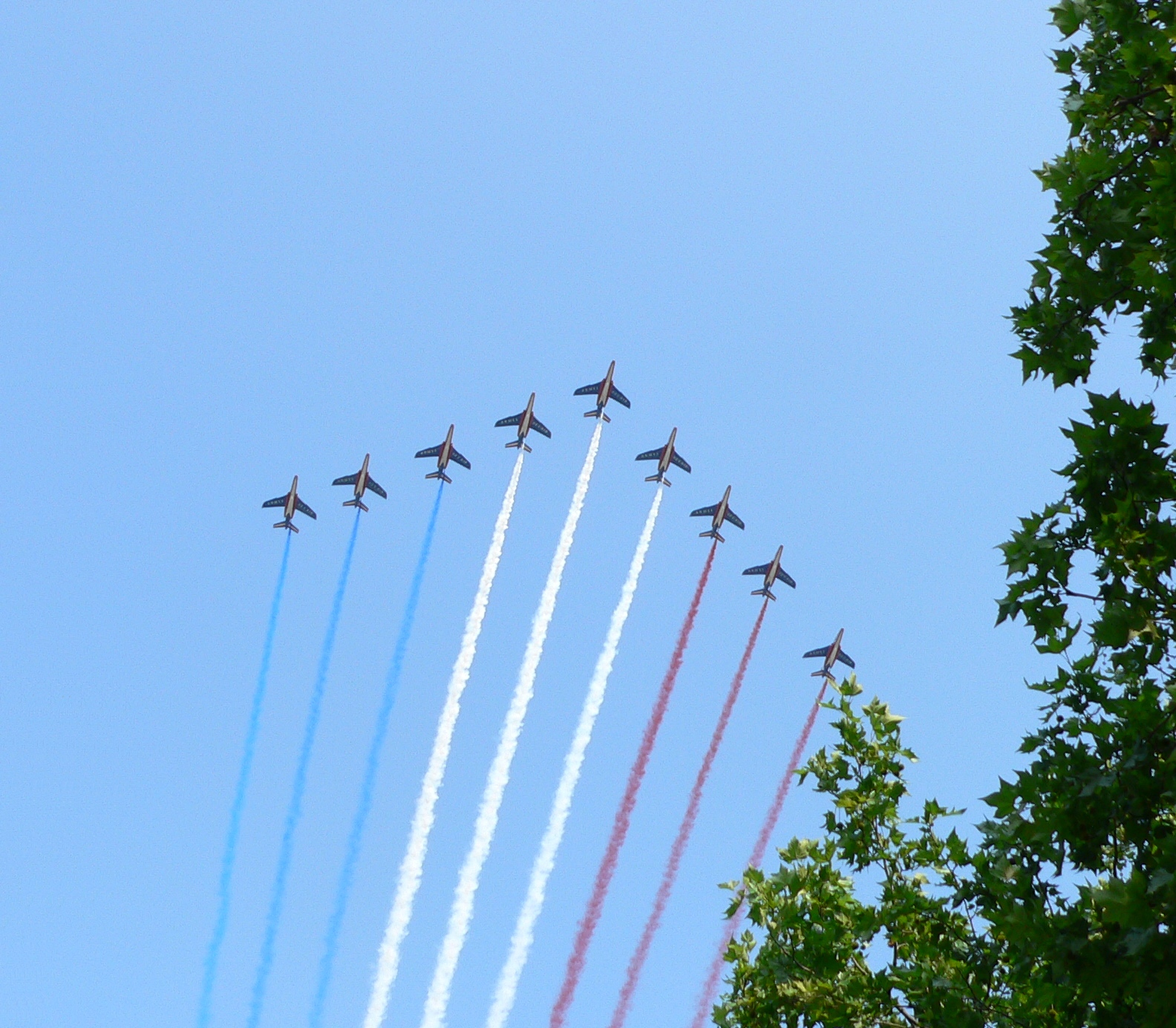
Die Patrouille de France mit neun Alpha Jets über den Champs-Élysées

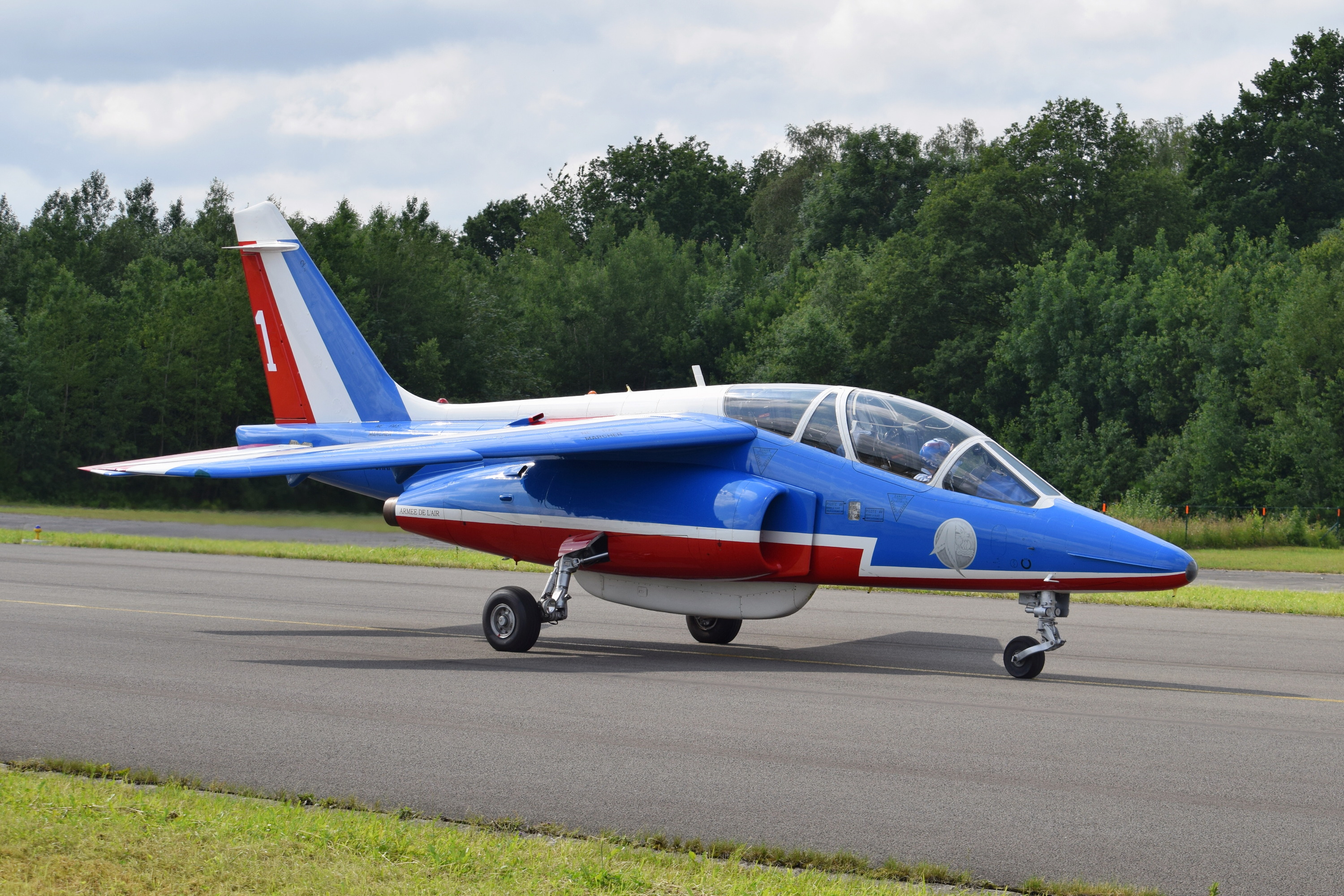
Alpha Jet der PdF 2016 auf dem Militärflugplatz Florennes

Die Patrouille de France flog als vorletzte Kunstflugstaffel vor dem Flugtagunglück von Ramstein gegen 13 Uhr dort ihr volles Programm.
Zur Internationalen Luft- und Raumfahrtausstellung Berlin im Jahr 2000 durfte die Patrouille de France als erste militärische Verbandskunstflugstaffel auf Düsenflugzeugen nach Ramstein 1988 wieder in Deutschland auftreten, was für Aufsehen sorgte. Das damalige Flugprogramm unterlag allerdings strengen Auflagen. So durfte z. B. nur der sogenannte „erste Programmteil“, ohne Solistenmanöver und Begegnungsflüge gezeigt werden.
Zum französischen Nationalfeiertag fliegt die Patrouille de France das einzige Mal im Jahr mit neun statt acht Maschinen. Die Anzahl von neun Jets garantiert die gleichmäßige Anzahl der Kondensstreifen von drei-drei-drei (blau-weiß-rot) im Himmel über den Champs-Élysées.
Die Patrouille de France spielte 1988 im zu dem französischen Musikstück Aviateur (gesungen von Véronique Jannot) gedrehten Musikvideo eine Gastrolle.
Im Sommer 1986 absolvierte die Patrouille de France parallel mit den italienischen Frecce Tricolori eine Nordamerika-Tour, die für die Staffel mit dem Auftritt bei der Abbotsford International Airshow in Kanada ihren Höhepunkt fand.
Am 8. Juli 2022 flog zum ersten Mal ein französisches Staatsoberhaupt als Passagier eines Alpha Jet der Patrouille de France. Emmanuel Macron saß auf dem zweiten Sitz der Maschine Athos 5.

## Verwendete Flugzeuge
- Republic F-84G Thunderjet (1953–1954)
- Dassault Ouragan (1954–1957)
- Dassault Mystère IV (1957–1964)
- Fouga Magister (1964–1980)
- Alpha Jet (seit 1980)